# Arquebisbat d'Embrun

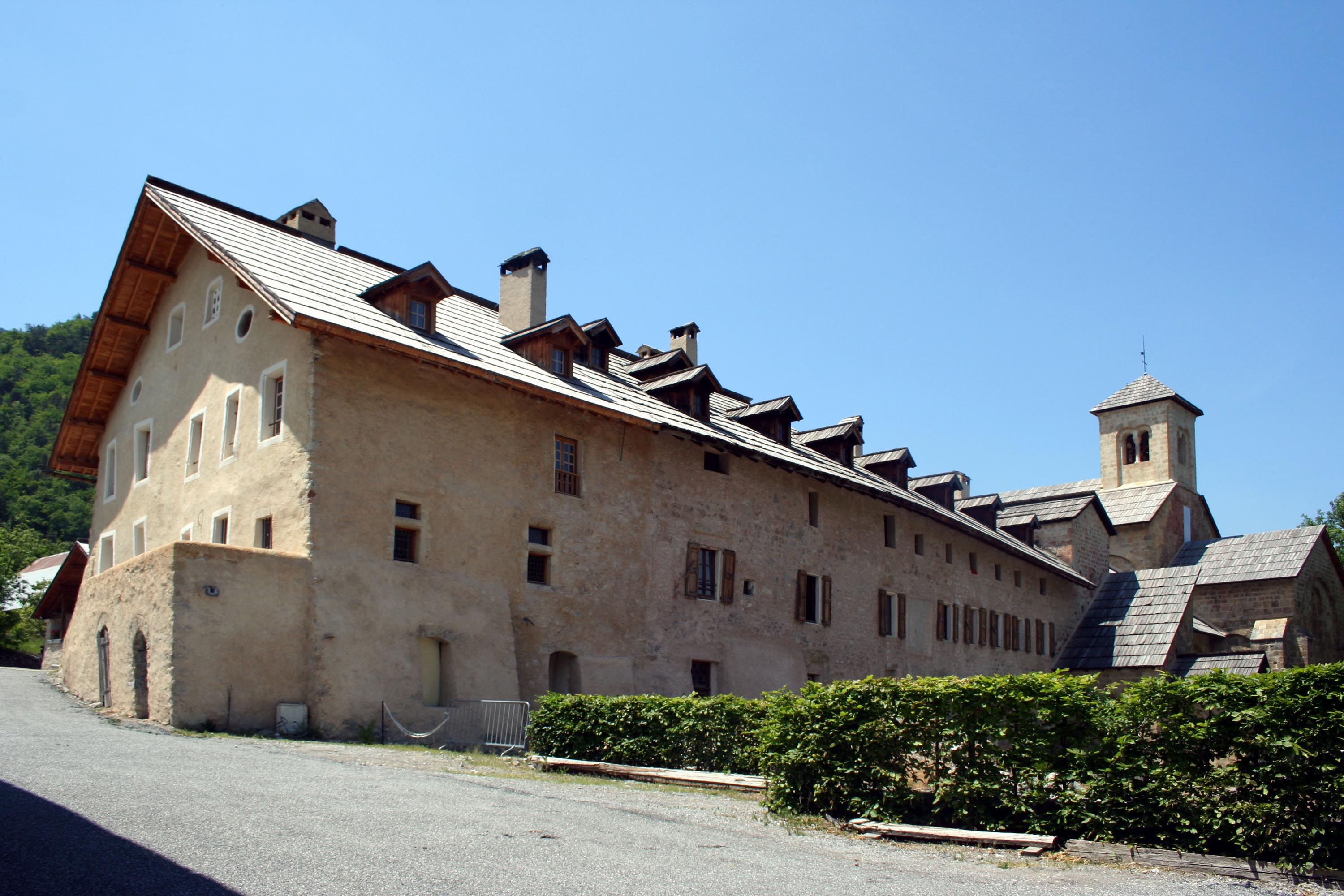
L'abadia de Notre-Dame de Boscodon, fundada al.

L' arquebisbat d'Embrun o d'Ambrun en occità fou una jurisdicció eclesiàstica a la Provença. Es va crear a la meitat del segle iv sent erigit en arquebisbat ja el 794 tenint per sufraganis els bisbats de Digne, de Vence, de Glandèves, de Senez i de Niça. S'hi va afegir, el 1244, el de Grassa. Durant l'edat mitjana els arquebisbes van encunyar moneda. Els arquebisbes foren prínceps d'Embrun, comtes de Beaufort i de Guillestre. La seu arquebisbal va ser retrogradada el 1790 i es va fer bisbat sufragani d'Ais de Provença. El bisbat va ser suprimit el 1802. La diòcesi va ser unida a la de Digne. Cinc concilis o sínodes es van celebrar a Embrun: el 588, 1267, 1290, 1582 i 1727. En ocasió d'aquest últim, que va tenir un gran ressò, es va deposar el bisbe jansenista de Senez, Jean Soanen.

## Territori
La seu arxiepiscopal era la ciutat d'Embrun, a l'actual departament dels Alts Alps, on es trobava la catedral de Nostra Senyora.
El 1740 l'arxidiòcesi estava dividida en 128 parròquies.
Limitava al nord amb la diòcesi de Maurienne; a l'est, amb les diòcesis de Torí i de Saluce; al sud, amb les diòcesis de Niça, Senez i Digne; i, à l'oest, amb les diòcesis de Gap i de Grenoble.

## Història

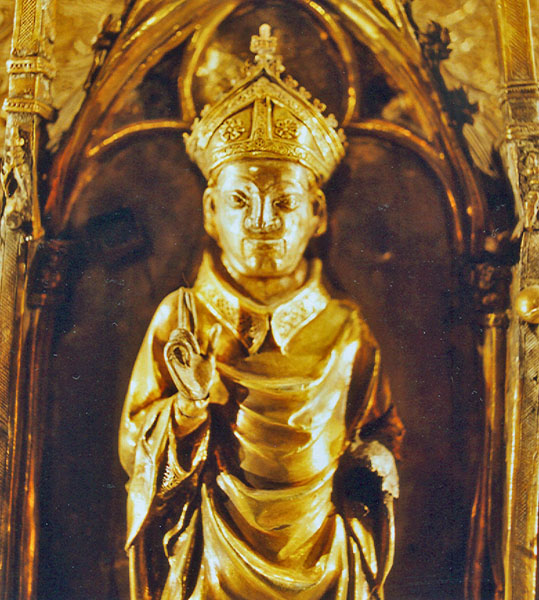
Pal·ladi d'Ambrun va ser bisbe d'Embrun durant el.

Segons la Notitia Galliarum (d'inicis del segle v), la província de la província dels Alps Marítims comprenia 8 civitates: Embrun, Digne, civitas Rigomagensium (Thorame), civitas Saliniensium (Castellane), Senez, Glandèves, Cimiez i Vence. Se sap que entre els segles IV i VI totes aquestes ciutats tenien un únic bisbe. La diòcesi d'Embrun va erigir-se al segle iv. Segons la tradició, la província dels Alps Marítims, de la que Embrun (Ebrodunum), antiga capital dels caturiges, és la metròpoli, sent evangelitzada per Marcel·lí, Domnin i Vincenç, enviats a aquestes terrers per Eusebi, bisbe de Vercelli, qui consagrà Marcel·lí com el primer bisbe d'Embrun.
Altres bisbes d'Embrun van ser sant Albí (400-37); sant Pal·ladi (primera meitat del segle VI); sant Euteri (meitat del segle VII); sant Jaume (segle viii); sant Alfons (segle viii); sant Marcel (finals del segle viii), a qui Carlemany envià per evangelitzar Saxònia; sant Bernard (805-25), sota l'episcopat del qual Carlemany enriquí la diòcesi d'Embrun; sant Benet (inicis del segle X), martiritzat pels invasors sarraïns; sant Liberalis (920-40); sant Hismide (1027–45); sant Guillem (1120-34), fundador de la famosa Abadia de Boscodon; sant Bernard Chabert (1213–35), beat Enric de Segusio (1250–71), conegut com (H)Ostiensis, i.e. Cardenal bisbe d'Òstia, un orador i canonista de renom; el dominic Raimond de Mévolhon (1289–94), qui defensà la doctrina de Tomàs d'Aquino contra els teòlegs anglesos; Bertrand de Deaux (1323–38), qui com a legat de Climent VI a Roma va fer molt per la caiguda de Rienzi; Jacques Gelu (1427–32), un dels primers prelats a reconéixer la vocació sobrenatural de Joana d'Arc; Giulio de' Medici (1510–11), posteriorment papa sota el nom de Climent VII; Cardenal François de Tournon (1517–26), emprat en missions diplomàtiques pel rei Francesc I de França, i fundador del College de Tournon; el cardenal de Tencin (1724–40), qui al setembre de 1727, causa la condemna pel Cocili d'Embrun del jansenista Soanen, bisbe de la seva sufragània seu de Senez.
La província romana d'Alps Marítims encara en el segle v depenia, des d'una perspectiva religiosa de la seu metropolitana d'Aix, capital de Narbonese Seconda, i en part també per la d'Arles. Els bisbes de Cimiez, la capital dels Alps Marítims, mai no van qüestionar la dependència d'Arles. Només quan la capital es va traslladar a Cimiez a Embrun, els bisbes, a partir d'Ingenuo, van començar a afirmar la seva independència: no és clar si Ingenuo va obtenir del Papa Hilari ja al 465 la jurisdicció efectiva dels Alps Marítims. No va ser sinó fins al final del segle viii, quan, amb la reorganització de l'Església en l'època de Carlemany (794), Embrun va ser elevat al rang al rang d'arxidiòcesi metropolitana de l'antiga província d'Alps Marítims, amb les diòcesis de Digne, Senez, Vence, Grasse, Glandèves i Niça com a sufragànies. Aquesta organització va romandre fins a la Revolució Francesa.
A l'alta edat mitjana la fundació dels monestirs va contribuir al desenvolupament de la vida religiosa; entre els monestirs s'esmenten, en particular el de Le Monêtier-les-Bains, fundat per Sant Eldrado el 860, i el de Notre-Dame de Boscodon el 1132.
Entre el 1170 i el 1225 es va construir la catedral de l'Arxidòcesi, en estil romànic. Fins al segle xvi que tenia el nom de Notre-Dame-des-Rois o de Notre-Dame du Réal, per la presència d'un fresc, considerat miraculós, sobre l'Adoració dels Reis Mags, que va ser destruït pels protestants en 1585.
Sant Vincent Ferrer predicà diverses missions contra els valdesos a la diocese d'Embrun al segle xiv.
La disputa jansenista que va sacsejar l'opinió pública francesa durant més d'un segle es va fer sentir al sínode provincial celebrat a Embrun al setembre de 1727 sota la presidència de l'arquebisbe Pierre-Paul Guérin de Tencin. Durant les sessions, es va demanar als bisbes a votar a la carta pastoral de Jean Soanen, bisbe de Senez, publicada l'agost de l'any passat, en què el bisbe va parlar en contra de la butlla Unigenitus Dei Filius del Papa Climent XI i va recomanar la lectura de les «Réflexions morales sur le Nouveau Testament» de Pasquier Quesnel. Dels quinze bisbes presents, tretze van estampar seva signatura sobre la condemna de Soanen i la carta pastoral.
L'arxidiòcesi va ser suprimida per la Constitució civil del clergat, adoptada per l'Assemblea Nacional Constituent el 12 de juliol de 1790 i sancionada per Lluís XVI el 24 d'agost següent. La supressió no va ser reconeguda pel Papa Pius VI. Però, el 29 de novembre de 1801 després del Concordat del 1801 no tornà a ser restablerta. El Papa Pius VII suprimí la seu arxiepiscopal amb la butlla Qui Christi Domini i incorporà el territori de l'arxidiòcesi a la diòcesi de Digne, que llavors cobria els departaments dels Alts i els Baixos Alps. El 1822 la diòcesi de Gap va ser restablerta, i el títol d'arquebisbe d'Embrun va ser rellevat pel d'Aix.
Els arquebisbes d'Embrun eren prínceps d'Embrun i comtes de Beaufort i Guillestre. Durant l'edat mitjana tenien el dret d'encunyar moneda.
A Embrun es van celebrar 5 concilis (o sínodes): el 588, el 1267, el 1290, el 1582 i el 1727.
Des del 31 de desembre de 2007 els bisbes de Gap porten el títol d'Embrun.

## Llista dels bisbes i arquebisbes d'Embrun

### Bisbes
- Mort el 20 d'abril de 374: Marcel·lí d'Ambrun (Marcellinus)
- 12 de juliol de 374: Artemi (Artemius)
- vers 400: sant Jaume I (Jacobus)
- 439: Armentari (Armentarius)[5]
- 441 - mort el vers 475: Ingenu (Ingenuus)[6]
- setembre 517: Catulí[7] (Catulinus)
- Sant Gal·licà[8] o Gal·licà I[9] (Gallicanus)
- Sant Pal·ladi[10] o Palladius[11] o Peladius.[12]
- vers 541-vers 549: Gal·licà II[13] (Gallicanus)
- vers 567-vers 579: Saloni[10] (Salonius))[11]
- vers 585-vers 588: Emèrit (Emeritus)
- 614: Lopacharus
- vers 630: Sant Albí (Albinus)
- vers 650-vers 653: Eteri (Ætherius) o Emeteri (Emitherius))[12]
- vers 740: Vualquí (Vualchinus), oncle del patrici Abbó, el fundador de l'abadia de la Novalaise.[14]
- vers 791 - 794: Marcel (Marcellus)

### Arquebisbes
- Bernat (Bernardus)
- 829: Ageric (Agericus)
- vers 853-vers 859: Aribert I[10] (Arbertus)[11]
- 876: Bermond (Bermondus)
- 878: Aribert II (Aribertus)
- 886[15] o 887:[16] Ermold[10] (Ermaldus,[11] o Ermoldus)[12]
- 890 - 899: Arnau o Arnald[17] (Arnaudus)
- 900-mort vers 916: sant Benet I (Benedictus)
- vers 920: sant Liberal[8] (Liberalis), mort durant la invasió dels sarraïns.[18]
- 943 - mort el vers 960: Bosó (Boso)
- vers 970: Amadeu[19] (Amadeus)
- vers 992: Ponç[20] (Pontius)
- vers 1007 - 1010: Sant Ismidi o Ismídies[10] (Ismidius,[11] o Amadeus)[12]
- vers 1016-vers 1027: Radó (Rado)
- vers 1033 - 1044: Ismidó (Ismodus)[12]
- vers 1048: Vivemni[10] (Virmnamanus,[11] o Vivemnus)[21]
- vers 1050 - 1054: Guinervinari[10] (Guinervinarius,[11] o Guinivernarius)[12]
- 1054 - 1055: Hug (Hugo), deposat per cause de simonia.[22]
- 1055 - 1065:[15] Viminià[10] o Guinamand[23] (Viminianus,[11] o Guinimandus,[12] o Guinamandus)[12]
- 1066 - 1077: Guillem I.[24]
- 1077: Pere I[24] (Petrus)
- vers 1080 - 1084: Lantelm (Lantelmus), escollit durant el concili d'Avinyó.[22]
- 1105 - 1118: Benet II (Benedictus)
- 1120 - mort el 1134: Guillem II (Guilielmus)
- 1135 - mort el 7 de desembre de 1169: Guillem III de Benevent (Guilielmus)
- 9 de gener de 1170 - mort el 1176: Ramond I (Raymundus)
- vers 1177 - 1189: Pere II Romà (Petrus Romanus)
- 1189 - mort el 1208: Guillem IV de Benevent (Guilielmus)
- 1208 - 1212: Ramon II Sédu (Raymundus)
- 1212 - mort el vers 1235: Bernat I Chabert (Bernardus)
- 1236 - mort el 23 de maig de 1245: Aimar
- 1246 - mort el 1250: Humbert
- 1250-6 de novembre de 1261: cardenal Enric de Susa[10] (Henricus Bartholomei de Susa)[11]
- 1261- 1267: sede vacante
- 1267 - 1275: Melcior
- 1275 - mort el 1286: Jaume II Serè (Jacobus)
- 4 d'agost de 1286 - mort el 1289: Guillem V (Guilielmus)
- 8 d'octubre de 1289 - mort el 28 de juny de 1294: Ramon III de Médullion (Raymundus de Médullon)[12]
- 28 de març de 1295-maig de 1311: Guillem de Mandagout (Guillem VI de Mandagot)
- 22 de maig de 1311 - mort el setembre de 1317: Joan I du Puy (Joannes)
- 1319 - mort el vers 1323: Ramond Robaudi (Ramon IV Robaud)[10] (Raymundus Robaudi)[11]
- 5 de setembre de 1323 - 1338: cardenal (1338) Bertran de Deaux
- 27 de gener de 1338-17 de desembre de 1350: Pastor d'Aubenas de Serrats, creat cardenal el dia del final del seu episcopat a Ambrun

el 17 de desembre de 1350.
- 16 de febrer de 1351 - mort el 1361 o 1363: Guillem VII de Bordes
- 1361 - 1364: Ramon V de Salg[25] (Raymundus)
- 8 de gener de 1364-5 de setembre de 1365: Bertran II de Castelnau[10] (o de Castro-novo)[11]
- 1365 - 1366: Bernat II
- 1366-18 de desembre de 1378: Cardenal (1378) Pere III Ameil (Petrus Ameil de Sarcenas)[26]
- 1379 - mort l'1 de maig de 1427: Miquel Esteve[10] (Michael Stephani)[11]
- Juliol de 1427 - mort el 7 de setembre de 1432: Jaume Gélu (Jaume III Gélu) (Jacobus)
- 1432 - mort el 17 de gener de 1457: Joan II Girard (Joannes Gerardus)[12]
- 1457-vers 1470: Joan III de Montmagny[27]
- vers 1470 - mort el setembre 1494: Joan IV Baile[10] (Joannes Bayle)[11]
- octubre de 1494 - mort el 27 de juliol de 1510: Rostany d'Ancezune[10] (Rostagnus)[11]
  - octubre de 1510 - juliol de 1518: Nicolau Fieschi (Nicolas de Fiesque,[10] o Nicolaus Fieschi),[11] cardenal de Gènova. (administrador apostòlic)
  - Juliol de 1518: Giulio de' Medici, futur papa Climent VII. (administrador apostòlic)
- Juliol de 1518 - gener de 1526: Francesc II de Tournon, que serà cardenal el 1530.
- 1526 - 1551: Antoni de Lévis de Château-Morand[28] (Antoninus)
- 1551 - mort el 27 juin 1555: Baltasar de Jarente[10] (Balthasar-Hercule de Jarente)[11]
- 1555: Claudi de Laval de Bois-Dauphin[29] (Louis de Laval de Bois-Dauphin)[10]
- 23 de març de 1556-7 de febrer de 1560: cardenal Robert de Lenoncourt
- 7 de febrer de 1560[30]-† juliol de 1600: cardenal Guillem VIII d'Avançon de Saint-Marcel
- 16 de desembre[31] 1601 - mort el 24[32] de gener de 1612: Honorat du Laurens[10] (Honoratus de Laurens),[11] germà de l'arquebisbe d'Arle, Gaspar du Laurens.
- 16 de novembre de 1612 - mort el 27[33] d'octubre de 1648: Guillem IX d'Hugues (Guilielmus)
- 12 de setembre de 1649-4 de setembre[34] de 1668: Jordi d'Aubusson de la Feuillade
- 1668 - mort el 3 de novembre de 1714: Carles Brûlart de Genlis (Carolus)
- 12 de gener de 1715-23 d'abril de 1719: Francesc Elies de Voyer de Paulmy d'Argenson (Franciscus-Elias)
- 1 de novembre de 1719 - mort el 26 d'abril de 1724: Joan-Francesc-Gabriel de Hénin-Liétard[10] (o Jean-François de Hénin-Liétard,[11] o Louis-François-Gabriel de Hennin-Liétard)[35]
- 2 de juliol de 1724[36]-11 de novembre de 1740: cardenal (23 de febrer de 1739) Pere Guerí de Tencin (Pere IV Guerí de Tencin (Petrus)
- 8 de gener de 1741-17 d'abril de 1767: Bernardí Francesc Fouquet (Bernardin-Louis Fouquet)[35]
- 19 d'abril de 1767[37]-1790: Pierre-Louis de Leyssin (Petrus-Ludovicus) (titular nominal de la seu fins a la seva mort el 26 d'agost de 1801).

### Bisbes constitucionals
- 3 d'abril de 1791 - 1793: Ignace Caseneuve,[38] bisbe constitucional.

La seu va estar de facto vacant entre 1793 i 1802, data de la seva supressió, per integració a la diòcesi d'Ais de Provença.